# 雪中悍刀行〜徐鳳年、北椋王への道〜
『雪中悍刀行〜徐鳳年、北椋王への道〜』（せっちゅうかんとうこう シュー・フォンニエンほくりょうおうへのみち、簡体字: 雪中悍刀行、拼音: Xuězhōng Hàndāo Xíng、英語: Sword Snow Stride）は、2021年に放映された中国の武侠時代劇テレビドラマ。全38話。監督は宋暁飛が務め、チャン・ルオユン、リー・ゴンシー、フー・ジュンらが出演する。原作は烽火戯諸侯の同名小説『雪中悍刀行』。

## 登場人物

### 主要人物
徐鳳年
演 - チャン・ルオユン
北涼王徐驍の長男
姜泥
演 - リー・ゴンシー
西楚王国の公主
徐驍
演 - フー・ジュン
北涼王、徐鳳年の父

### その他
陳芝豹
演 - ガオ・ウェイグァン

南宮僕射
演 - チャン・ティエンアイ

老黄
演 - 楊皓宇

呉素
演 - ドン・ジエ
北涼王の妃、徐驍の妻、徐鳳年の生母
軒轅青鋒
演 - リー・チュン

徐脂虎
演 - 李念
北涼王徐驍の長女、徐鳳年の長姉
徐渭熊
演 - ジャニス・マン
北涼王徐驍の次女、徐鳳年の二姉
紅薯
演 - 孟子義

裴南葦
演 - 隋俊波

舒羞/樊姑娘
演 - 張芸上

趙楷
演 - 劉端端

李義山
演 - 劉佩琦

青鳥
演 - 丁笑瀅

李淳罡
演 - 邱心志

魏叔陽
演 - 田小潔

趙珣
演 - 王天辰

王仙芝
演 - ユー・ロングァン

洪洗象
演 - 張暁晨

韓貂寺
演 - 杜玉明

寧峨眉
演 - 高泰宇

褚禄山
演 - 劉天佐
徐驍の義子の一
温華
演 - 王彦霖

呂銭塘/林探花
演 - 張天陽

徐龍象
演 - ロン・ズーシャン
北涼王徐驍の次男、徐鳳年の弟
趙宣素
演 - 韓昊霖

軒轅敬城
演 - 李解

王重楼
演 - 沈保平

鄧太阿
演 - 何中華

魚幼薇
演 - 嘉沢

楊太歳
演 - 王絵春

趙玉台
演 - 郭虹

趙衡
演 - 于洋

曹長卿
演 - 王同輝

王初冬
演 - 孫雅麗

劉黎廷
演 - 陳偉棟

袁庭山
演 - 張奕聡

陳錫亮
演 - 宣言

張巨鹿
演 - 侯長栄

趙希摶
演 - 賀鏹

湖底老魁
演 - 陶海

隋珠公主
演 - 董顔

呵呵姑娘
演 - 廖慧佳

盧白頡
演 - 于恒

許湧関
演 - 譚建昌

王林泉
演 - 王建国

呉霊素
演 - 張弓

敬城夫人
演 - 席与立

軒轅敬宣
演 - 孫瑋

呉六鼎
演 - 高広沢

翠花
演 - 季葉翠

軒轅大磐
演 - 張春仲

軒轅敬意
演 - 張彬

劉黎廷の妻
演 - 王芸禅

## 挿入歌
- 『値此今生』、作詞：紋東虎、作曲：蔣希偉、演唱：鄭直
- 『雪中行』、作詞：紋東虎、作曲：蔣希偉、演唱：チャン・ローユィン（中国語版）
- 『煌煌北涼鎮霊歌』、作詞：烽火戯諸侯、作曲：蔣希偉、演唱：戴荃、満翊琳、王冠博
- 『老狗老狗』、作詞：烽火戯諸侯、作曲：蔣希偉、演唱：楊皓宇